# Ischnus centralis
Ischnus centralis là một loài tò vò trong họ Ichneumonidae.